# Dzieci zza krat
Dzieci zza krat (tytuł oryg. Juvies) – amerykański film dokumentalny z 2004 roku w reżyserii Leslie Neale.
W 2004 roku podczas 3. edycji Beverly Hills Film Festival Leslie Neale zdobyła nagrodę Jury Award w kategorii Best Documentary. Podczas 20. edycji International Documentary Association Leslie Neale i Traci Odom były nominowane do nagrody IDA Award w kategorii Feature Documentaries.